# Antonio Benito
Antonio Benito López (Tomelloso, 16 de agosto de 1994) es un deportista español que compite en triatlón.
Ganó tres medallas en el Campeonato Mundial de Triatlón de Larga Distancia entre los años 2023 y 2025, y dos medallas en el Campeonato Europeo de Triatlón de Media Distancia, en los años 2022 y 2024. Además, obtuvo la victoria y el récord en el Ironman de Vitoria de 2024.

## Palmarés internacional
| Campeonato Mundial | Campeonato Mundial     | Campeonato Mundial | Campeonato Mundial |
| Año                | Lugar                  | Medalla            | Prueba             |
| ------------------ | ---------------------- | ------------------ | ------------------ |
| 2023               | Ibiza (España)         | Medalla de plata   | Individual         |
| 2024               | Townsville (Australia) | Medalla de oro     | Individual         |
| 2025               | Pontevedra (España)    | Medalla de oro     | Individual         |

| Campeonato Europeo | Campeonato Europeo | Campeonato Europeo | Campeonato Europeo |
| Año                | Lugar              | Medalla            | Prueba             |
| ------------------ | ------------------ | ------------------ | ------------------ |
| 2022               | Bilbao (España)    | Medalla de oro     | Individual         |
| 2024               | Coímbra (Portugal) | Medalla de oro     | Individual         |